# Gaishorn am See
Gaishorn am See – gmina targowa w środkowej Austrii, w kraju związkowym Styria, w powiecie Liezen. Według Austriackiego Urzędu Statystycznego liczyła 1335 mieszkańców (1 stycznia 2015).